# David and Gladys Wright House
Pour les articles homonymes, voir Wright et House.
Spiral House ou David and Gladys Wright House est une villa organique construite en 1952 par l'architecte américain Frank Lloyd Wright, pour son fils David Wright, à Phoenix en Arizona aux États-Unis. 

## Histoire
Frank Lloyd Wright construit cette maison circulaire expérimentale de 230 m² entre 1950 et 1952, sur une orangeraie de 2,2 hectares, pour son fils David Wright et son épouse Gladys, à quelques km de son cabinet d'architecte d'hiver Taliesin West de la banlieue de Phoenix.

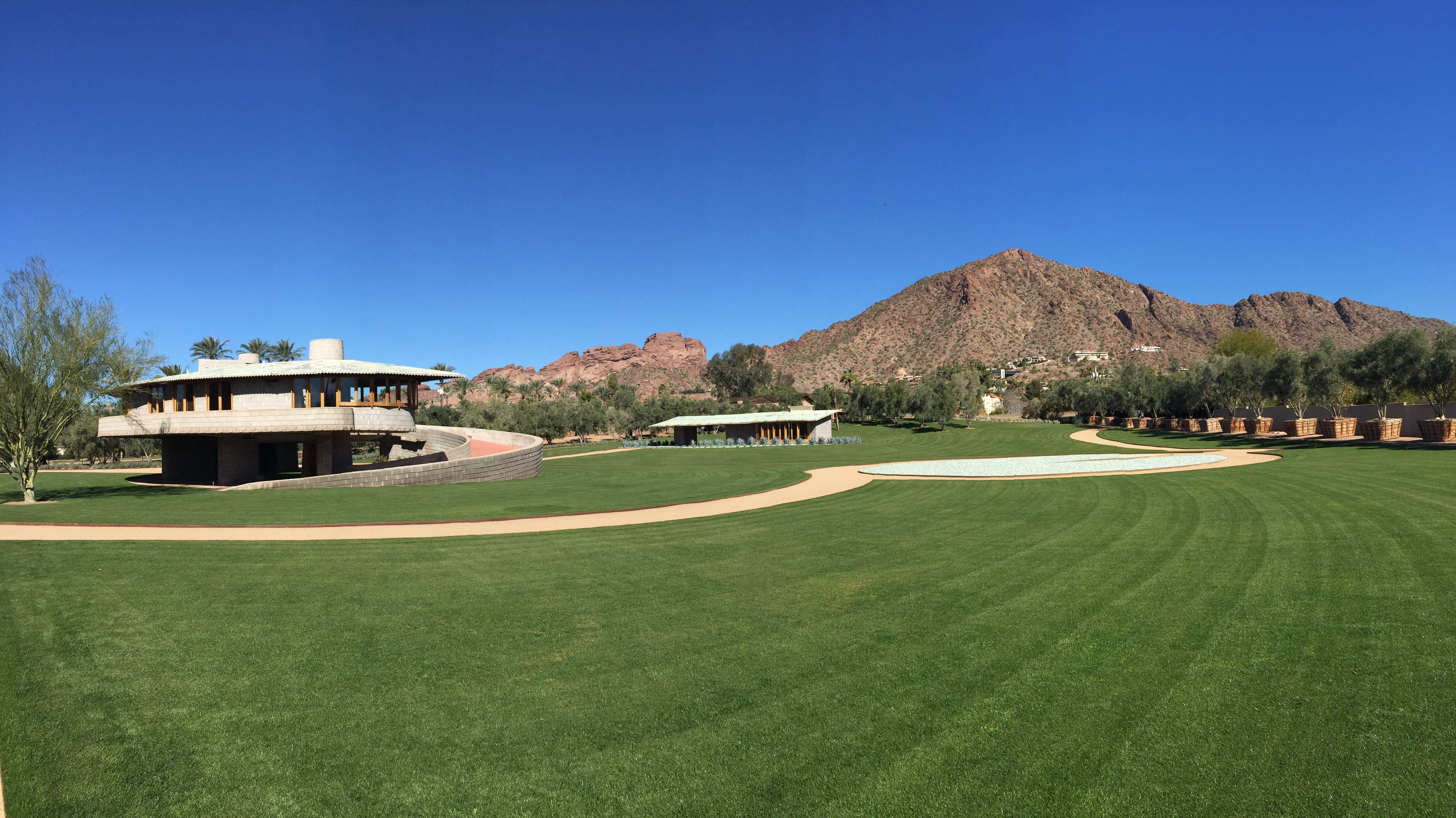
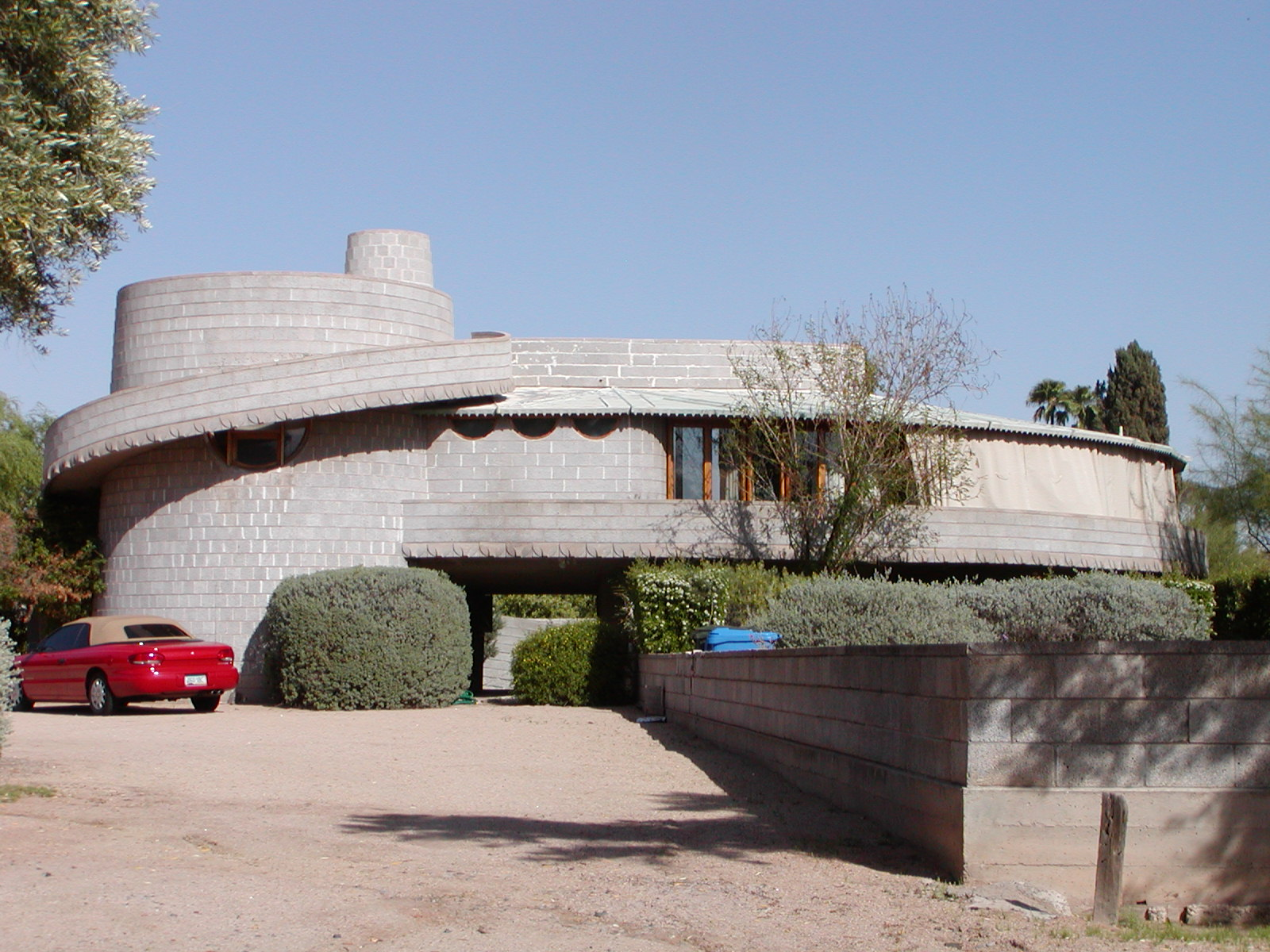
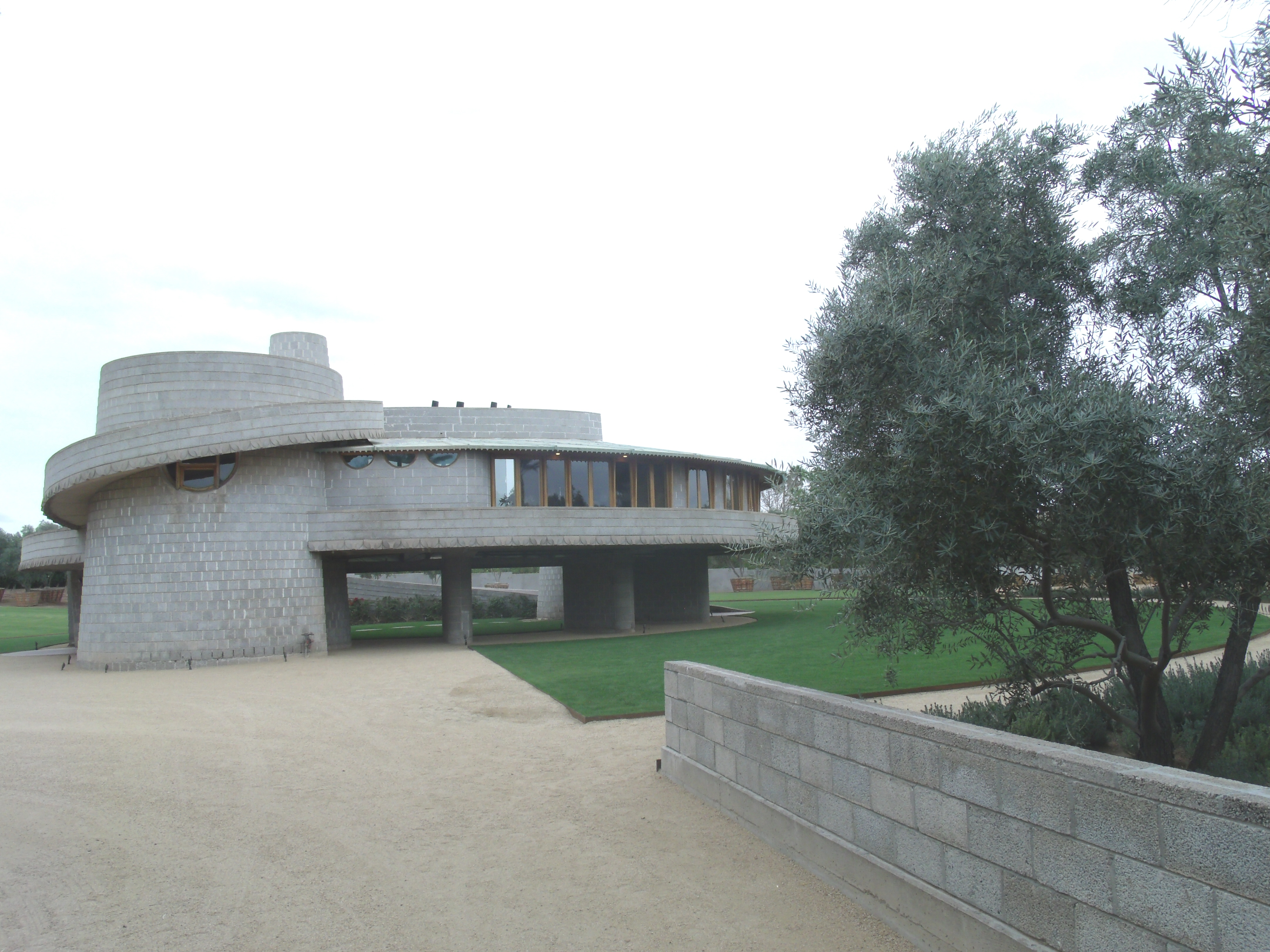

Elle est construite en béton, en forme de spirale, avec toit-terrasse, toit en tôle galvanisée peinte, patio central, trois chambres et deux salles de bains, nombreux meubles intégrés de Wright, et vue panoramique depuis ses baies vitrées sur Phoenix et sur Camelback Mountain (en),. Wright ajoute une maison d’hôte de 33 m² en 1956. 
Cette structure préfigure en particulier celles des futurs Norman Lykes House voisine de 1957, ou musée Solomon-R.-Guggenheim de Manhattan à New York de 1959.
David et Gladys Wright ont vécu dans cette maison jusqu'à leur disparition, avant qu'elle ne soit vendue par leurs héritiers en 2008 à divers acquéreurs successifs, jusqu'à son achat aux enchères pour 7,25 millions de dollars en 2020 par deux anciens élèves de l’école d'architecture Taliesin West de Frank Lloyd Wright, qui prévoient de la restaurer entièrement d'origine,,,.